# 하남중학교 (부산)
하남중학교(下南中學校)는 대한민국 부산광역시 사하구 하단동에 있는 공립 중학교이다.

## 학교 연혁
- 1993년 2월 20일 : 하남중학교 설립인가(24학급)
- 1993년 3월 1일 : 초대 박수안 교장 취임
- 1993년 3월 5일 : 개교 및 제1회 입학(436명 입학)
- 1996년 2월 16일 : 제1회 졸업(434명)
- 2000년 3월 1일 : 남학교에서 남녀공학으로 전환
- 2009년 10월 30일 : 부산광역시교육청 지정 연구학교 운영(창의력 신장)
- 2015년 2월 28일 : 에너지절약 정책 연구학교 운영
- 2016년 11월 9일 : 도서실 및 과학실 리모델링
- 2017년 2월 25일 : 운동장 우레탄 교체사업 완료
- 2020년 8월 12일 : 무한상상실, 창의융합과학실 구축, 진로활동실 리모델링
- 2022년 8월 19일 : 다목적 강당 준공
- 2024년 1월 3일 : 도서관 현대화 사업 완료
- 2024년 3월 1일 : 제12대 이승희 교장 취임
- 2025년 2월 6일 : 제30회 졸업식(122명, 누계 7,634명)
- 2025년 3월 4일 : 제33회 입학식(143명 입학)

## 참고 자료
- 하남중학교 - 한국교육학술정보원 학교알리미